# Tifón Rammasun
El tifón Rammasun de la temporada de tifones del Pacífico de 2014, fue uno de los únicos tres tifones de categoría 5 registrados en el Mar del Sur de China; los otros fueron Pamela en 1954 y Meranti en la temporada de 2016. Rammasun tuvo un impacto destructivo en Filipinas, el sur de China y Vietnam en julio de 2014. Fue el séptimo ciclón tropical de la temporada nombrado por la Administración de Servicios Atmosféricos, Geofísicos y Astronómicos de Filipinas (PAGASA). «Rammasun» es una palabra siamesa para dios del trueno. Después de Lingling y Kajiki a principios de 2014, Rammasun se convirtió en el tercer ciclón tropical y el primer tifón en afectar directamente a Filipinas en 2014. La tormenta se formó en la zona de convergencia intertropical, un área cerca del ecuador donde se unen los vientos alisios del noreste y sureste. y lentamente se desplazó hacia el noroeste. Habiendo pasado por las islas de Micronesia, el sistema viró hacia el oeste y se movió rápidamente bajo la influencia de una cresta subtropical (STR). Rammasun representaba una amenaza significativa para la isla filipina de Luzón, ya que se esperaba que alcanzara la intensidad del tifón antes de tocar tierra allí. Aunque inicialmente se pronosticó que tocará tierra en el Valle del Cagayán, la tormenta siguió un camino más occidental y luego se pronosticó que tocará tierra en la región de Bicol y luego pasará por Bataan y Zambales antes de pasar rozando Metro Manila.

## Historia meteorológica
Una zona de convergencia intertropical engendró a un disturbio tropical el 9 de julio a 278 kilómetros al este de Chuuk, Estados Federados de Micronesia. Tuvo las mismas características de formación e intensificación del Neoguri, su predecesor, mostrando una convección profunda sobre aguas cálidas. Al día siguiente, ambas agencias, la JMA y la JTWC clasificaron a este sistema como una débil depresión tropical, denominado por la JTWC como Nueve-W (09W). El 11 de julio, la agencia mencionada ascendió al sistema a la categoría de tormenta tropical, y por lo tanto se iniciaron a emitir avisos y alertas en Guam y el resto de las islas Marianas. En la noche del mismo día, la JTWC lo degradó a una depresión tropical mientras pasaba sobre Guam, entrando a un área de condiciones sumamente favorables y una cizalladura vertical de viento débil. Luego, la JMA declaró a este sistema como la tormenta tropical Rammasun. Después de esto, el Rammasun se desplazó a oeste a 28 km/h, sus bandas convectivas se hicieron más persistentes. Mientras tanto, la tormenta entró al Área de Responsabilidad Filipina el cuál la PAGASA lo denominó como Glenda. El sistema se intensificó gradualmente a tormenta tropical severa a medida que entraba en un área de condiciones favorables, aguas cálidas y una cizalladura de viento débil. Después de esto, ambas agencias, la JMA y la JTWC categorizaron al sistema como un tifón mientras que en el centro del ciclón se desarrolló un ojo.
En las horas de la mañana del 15 de julio, el Rammasun se intensificó a la categoría tres en la Escala de Saffir-Simpson con una presión mínima de 945 hPa. Según la JTWC en análisis posteriores se afirmó, que el tifón había alcanzado la categoría cuatro, antes de tocar tierra sobre Albay, Bícol en Filipinas. Debido a su interacción con tierra, el Rammasun rápidamente se debilitó a tifón con un ojo colapsado el día 16 de julio. Horas más tarde, la tormenta entró al mar de la China Meridional, y reintensificó a la categoría tres de tifón.  El 18 de julio, el Rammasun entró en otra área de aguas cálidas, propiciando su fortalecimiento hasta alcanzar su pico de intensidad, como un supertifón de categoría cinco por la JTWC. Al mismo tiempo, la tormenta inició su debilitamiento al tocar tierra sobre la provincia de Hainan. Al día siguiente, la tormenta inició a debilitarse y ambas agencias degradaron al Rammasun a la categoría de tormenta tropical mientras se desplazó sobre la región de Guangxi, su tercer contacto con tierra. La JTWC emitió su aviso final sobre este sistema en la noche de ese día. El 20 de julio, la JMA reportó que el Rammasun se había debilitado a depresión tropical antes de disiparse sobre la provincia de Yunnan.

## Preparaciones e impacto
En preparación para la tormenta, el gobernador de Guam, Eddie Calvo, declaró a la isla en Condición de Preparación 3 y luego la mejoró a Condición de Preparación 1. El 11 de julio, los satélites de la NASA revelaron que Rammasun pasaba directamente sobre Guam. El Servicio Meteorológico Nacional de Estados Unidos declaró que un aumento inesperado de la cizalladura del viento impidió que el sistema se intensificara mucho más antes de llegar a Guam. Rammasun solo tocó tierra en Guam como una depresión tropical, con vientos mucho más débiles de lo que se había anticipado. Sin embargo, según el sistema, la isla recibió una gran cantidad de lluvia, por lo que ese día fue el más húmedo en alrededor de 3 meses. El territorio de los Estados Unidos recibió de 25 a 50 mm (1 a 2 pulgadas) de lluvia. Junto con Filipinas, Taiwán también esperaba el impacto de Rammasun. Se pronosticaron lluvias moderadas a fuertes en la mayor parte del país. Los meteorólogos chinos se centraron en la segunda y/o tercera recalada en la provincia china de Hainan y el norte de Vietnam. Los residentes de Hong Kong también fueron advertidos de la lluvia y los deslizamientos de tierra posteriores.
Tras el cierre de los puertos marítimos, se informó que más de 100 pasajeros quedaron varados en el puerto de Batangas, junto con 39 cargas rodantes. Mientras tanto, al menos 841 pasajeros quedaron varados en cinco puertos de la región de Bicol, a saber, Matnog, Tabaco, Bulan, Cataingan y Pilar. Un total de 50 vuelos fueron cancelados y más de 100 mil familias fueron evacuadas cuando el tifón se acercaba a tierra. El Departamento de Salud de Filipinas dijo que habían preparado todos los hospitales del gobierno para ayudar en el proceso de rescate y auxilio durante y después del tifón. 
Afirmaron que ahora están mucho mejor preparados que antes para los tifones. Antes de tocar tierra, una ciudad en la provincia de Albay había declarado un estado de calamidad. Alrededor de las 17:00, hora estándar de Filipinas (09:00 UTC), el ojo de Rammasun pasó directamente sobre Rapu-Rapu, Albay, mientras la tormenta estaba en su intensidad máxima inicial. Varias partes de la Región de la Capital Nacional informaron cortes de energía durante la tormenta. Según los informes, fueron causados por "un equilibrio temporal del sistema a la 1:29 a.m. debido a una interrupción repentina de la planta". Al menos 6.000 personas quedaron varadas en varios puertos marítimos de todo el país debido a la tormenta. A lo largo de su devastador viaje a través del sur de Luzón, el poderoso tifón apenas se debilitó, sino que mantuvo su fuerza e incluso se intensificó a medida que atravesaba la región de Bicol.
A su paso, el tifón dejó 40 muertos y daños calculados en USD 27 millones en Filipinas. 18 personas muertas se reportaron en China.

## Nombre retirado
Después de que el sistema causó daños a Filipinas, China y Vietnam, el nombre Rammasun fue retirado por la Organización Meteorológica Mundial y la 3.ª sesión conjunta del Comité de tifones y el Panel sobre ciclones tropicales durante 2015. El nombre Glenda también fue retirado por PAGASA luego de que los daños excedieran los mil millones, mientras que el nombre Gardo fue seleccionado para reemplazar a Glenda para la temporada de 2018. En febrero de 2016, Tailandia proporcionó nombres de reemplazo para Rammasun, y un mes después, se eligió el nombre Bualoi para reemplazarlo, el nombre Bualoi se usó por primera vez en 2019.